# Devis Vásquez
Devis Vásquez (12. květen 1998, Barranquilla, Kolumbie) je kolumbijský fotbalový brankář, který je od roku 2023 hráčem italského Milána, který jej uvolnil na hostování do Empoli.

## Přestupy
- z Guaraní do Milán za 810 000 Euro

## Statistiky
| Sezóna            | Klub                | Liga              | Liga   | Liga      | Ligové poháry | Ligové poháry | Ligové poháry | Kontinentální poháry | Kontinentální poháry | Kontinentální poháry | Celkem | Celkem    |
| Sezóna            | Klub                | Soutěž            | Zápasy | Obd. Góly | Soutěž        | Zápasy        | Obd. Góly     | Soutěž               | Zápasy               | Obd. Góly            | Zápasy | Obd. Góly |
| ----------------- | ------------------- | ----------------- | ------ | --------- | ------------- | ------------- | ------------- | -------------------- | -------------------- | -------------------- | ------ | --------- |
| 2020              | Guaraní             | Primera División  | 0      | 0         | -             | 0             | 0             | PO                   | 0                    | 0                    | 0      | 0         |
| 2021              | Guaraní             | Primera División  | 3      | 5         | -             | 0             | 0             | PO                   | 1                    | 1                    | 4      | 6         |
| 2022              | Guaraní             | Primera División  | 25     | 35        | PP            | 3             | 3             | PO                   | 2                    | 3                    | 30     | 41        |
| Celkem za Guaraní | Celkem za Guaraní   | Celkem za Guaraní | 28     | 40        | -             | 3             | 3             | -                    | 3                    | 4                    | 34     | 41        |
| 2023              | Milán               | Serie A           | 0      | 0         | IP            | 0             | 0             | -                    | 0                    | 0                    | 0      | 0         |
| 2023/24           | Sheffield Wednesday | Championship      | 9      | 16        | AP+ALP        | 0+1           | 0+1           | -                    | 0                    | 0                    | 10     | 17        |
| 2024              | Ascoli              | Serie B           | 10     | 8         | -             | 0             | 0             | -                    | 0                    | 0                    | 10     | 8         |
| 2024/25           | Empoli              | Serie A           | 32     | 45        | IP            | 2             | 2             | -                    | 0                    | 0                    | 34     | 45        |
| Celkově           | Celkově             | Celkově           | 79     | 109       | -             | 6             | 6             | -                    | 3                    | 4                    | 88     | 119       |